# Orthomegas fragosoi
Orthomegas fragosoi là một loài bọ cánh cứng trong họ Cerambycidae.